# Proto-sémitique
Le proto-sémitique est la langue afro-asiatique hypothétique dont sont issues les diverses langues sémitiques telles l'hébreu, le guèze, le phénicien, l'arabe ou l'araméen. 
Le proto-sémitique était parlé probablement dans la Corne de l'Afrique et la péninsule Arabique.
Les Akkadiens en sont probablement également originaires. Les Akkadiens sont les Sémites ayant laissé les traces écrites connues les plus anciennes, datées au carbone 14 du XXIIIe siècle av. J.-C. Les plus vieilles inscriptions en (pré-)proto-cananéen sont datées au carbone 14 de 1800 av. J.-C.
Le proto-sémitique était probablement parlé au quatrième millénaire av. J.-C. Il s'agit donc approximativement d'un contemporain de l'indo-européen commun. La localisation des différents foyers des familles afro-asiatiques suggère une immigration originale des Proto-Sémites vers la péninsule arabique à partir du Levant d'après une analyse baysienne de 2009.

## Origine
Pour les orientalistes du XIXe siècle, tel l'Allemand Theodor Nöldeke(1836-1930), les langues sémitiques dériveraient de la langue hypothétique qu'est le proto-sémitique. Ils estimaient que cette langue-mère est née dans l'actuelle péninsule arabique, avant de se répandre au Levant puis à l'est de l'Afrique.